# Bala fundida

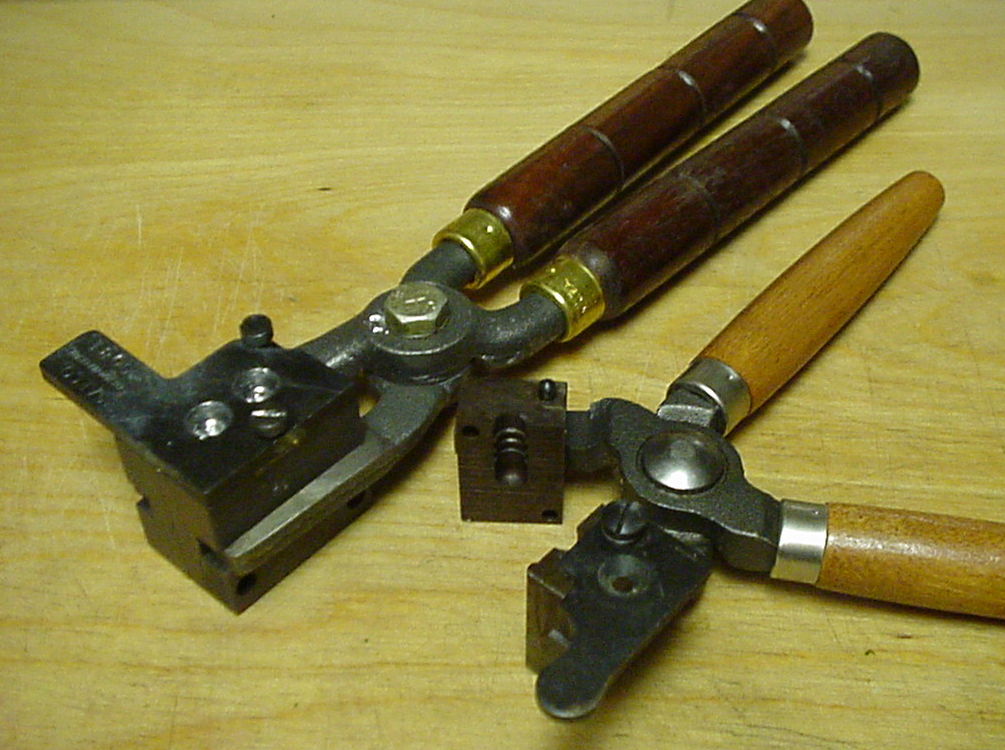
Dois moldes para balas fundidas.

Uma bala fundida é feita permitindo que o metal fundido se solidifique em um molde. 

## Características
A maioria das balas fundidas é feita de uma liga de chumbo com estanho e antimônio; mas as ligas de zinco foram usadas quando o chumbo se tornou escasso e podem ser usadas novamente em resposta a preocupações com a toxicidade do chumbo. A maioria dos fabricantes comerciais de balas usa o processo de forja a frio em vez da fundição, mas a fundição de balas permanece popular entre os adeptos da recarga manual.

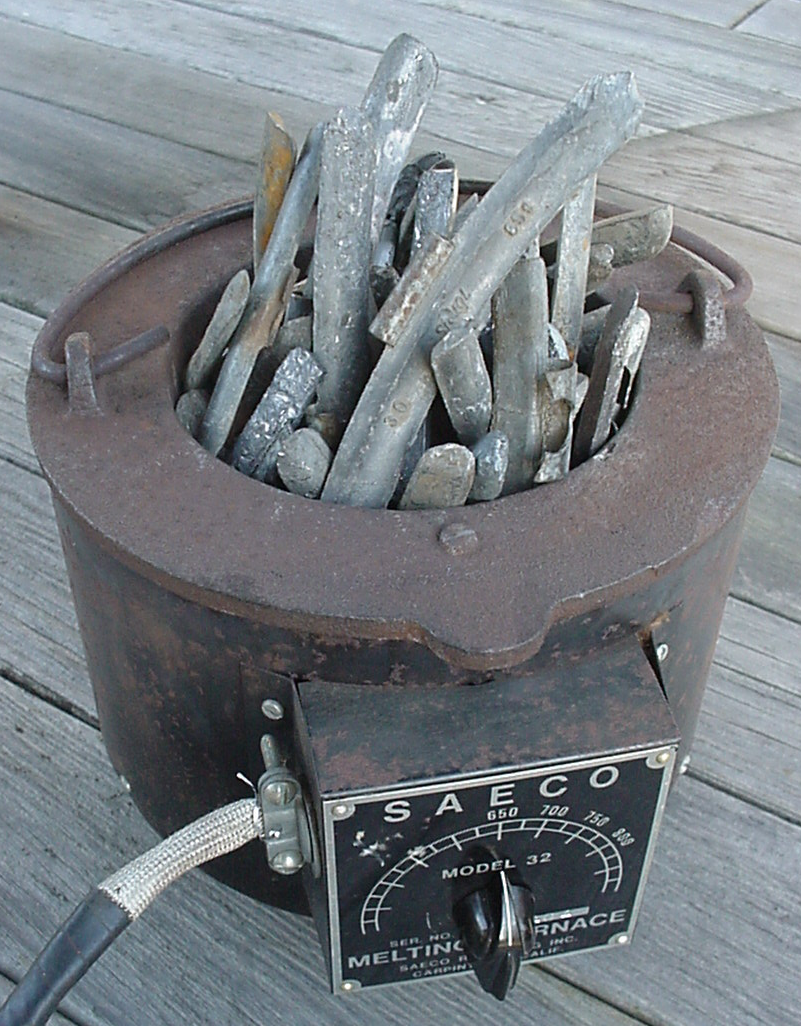
Um cadinho elétrico geralmente usados pelos adeptos da recarga manual para derreter o chumbo e moldar balas fundidas.

## Galeria

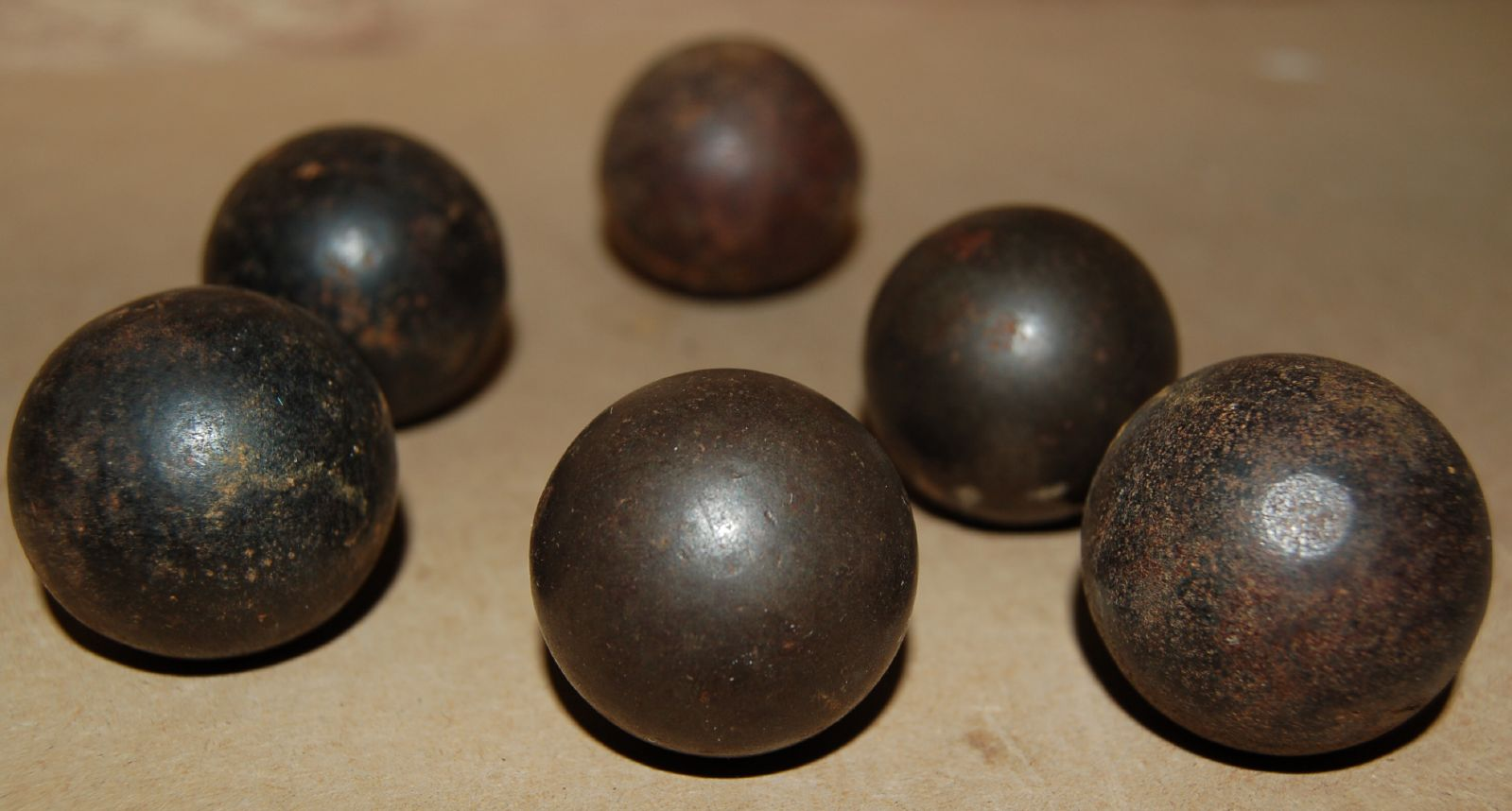
Algumas balas fundidas redondas para mosquetes (meados da década de 1600)
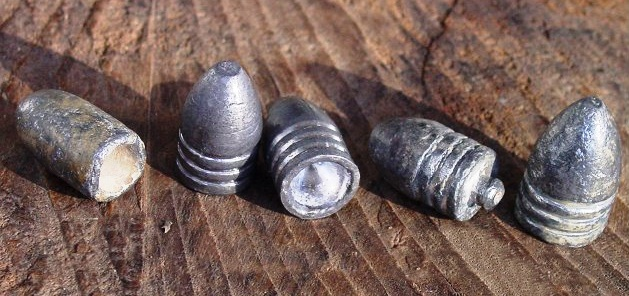
Algumas balas fundidas do tipo Minié (meados da década de 1800)
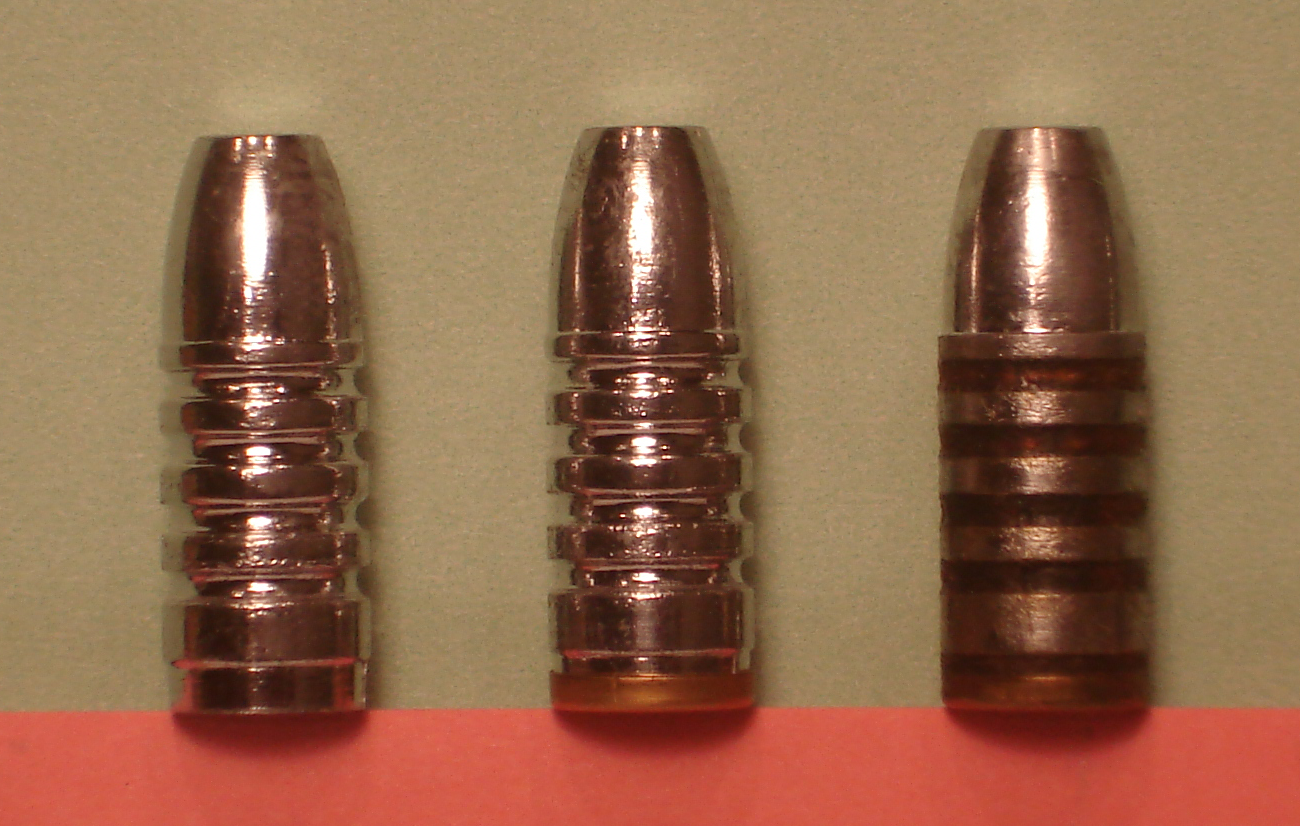
Uma bala fundida contemporânea em suas etapas de preparação: com gas check colocado (centro) e já lubrificada (direita)